# Curta

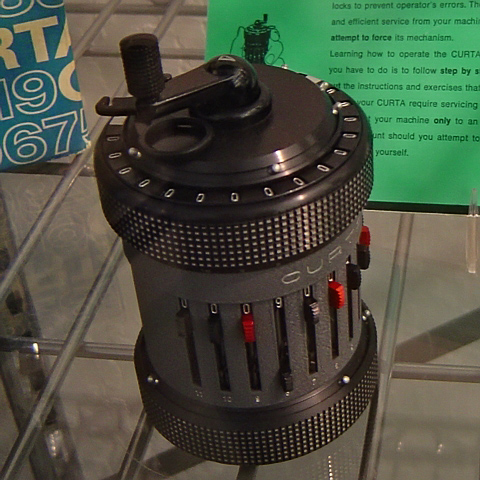
La calculadora mecànica Curta Tipus II en exhibició al Museu d'Història del Computador, en Mountain View (comtat de Santa Clara), Califòrnia

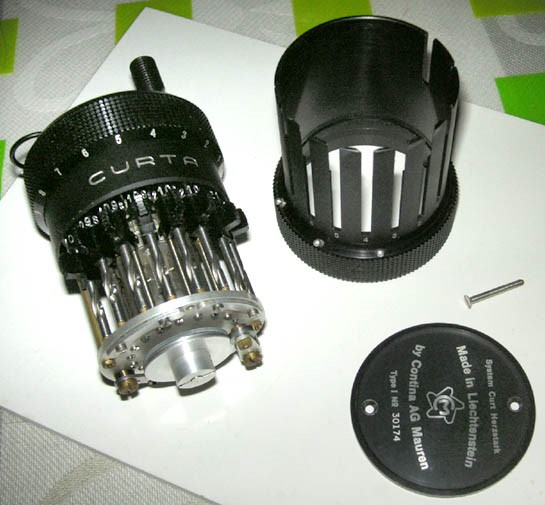
Una calculadora Curta Tipus II parcialment desmuntada, mostrant els lliscadors de dígits i el tambor de pas darrere d'ells.

La Curta era una calculadora mecànica introduïda el 1948. Era petita, i tenia una maneta per a ser operada. Tenia un disseny brillantment compacte, un petit cilindre que cabia en el palmell de la mà. Podia ser usada per realitzar operacions d'addició, sostracció, multiplicació, divisió, i amb més dificultat, arrels quadrades i altres operacions. El disseny de Curta va ser una variant de l'aritmòmetre de Gottfried Leibniz, acumulant valors en rodes dentades, que eren sumats o complementats per un mecanisme de tambor de pas (Stepper Reckoner).
La Curta va ser inventada per Curt Herzstark mentre era presoner al camp de concentració de Buchenwald. Herzstark va sobreviure al camp, i va acabar perfeccionant el disseny després del final de la Segona Guerra Mundial. Les calculadores van ser fetes per  Contino AG Mauren  de Liechtenstein, i van ser àmpliament considerades les millors calculadores portables disponibles, fins que van ser desplaçades per les calculadores electròniques en la dècada del 1970.

## Ús
Els nombres eren introduïts usant barres de desplaçament en el costat del dispositiu (un botó de desplaçament per dígit). El comptador de revolució i el comptador de resultat estaven en la tapa. Una sola volta de la manovella agregaria el nombre de l'entrada al comptador de resultat, en qualsevol posició, i en conseqüència, incrementaria el comptador de revolució. Tirar de la manovella lleument cap a fora abans de donar-li volta realitzaria una sostracció en comptes d'una addició. La multiplicació, la divisió, i altres funcions van requerir una sèrie d'operacions de la maneta.
La calculadora Curta era coneguda afectuosament com la "moledora de pebre" a causa de la seva forma física i manera d'operar. Ella literalment "molia" les respostes.

## Curta Tipus I i Tipus II
Hi havia dues calculadores Curta. La Curta Tipus I tenia barres de desplaçament per representar 8 dígits, un comptador de revolució de 6 dígits, i un comptador del resultat d'11 dígits. La Curta Tipus II, més gran, introduït el 1954, tenia barres de desplaçament per representar 11 dígits, un comptador de revolució de 8 dígits, i un comptador de resultat de 15 dígits.
Van ser fetes (s'estima) 140.000 calculadores Curta (80.000 Tipus I i 60.000 del Tipus II). L'últim Curta va ser produït al novembre de 1970.

## Ús en els ral·lis d'automòbils
La Curta era popular entre els competidors dels ral·lis d'automòbils esportius durant la dècada del 1960, dècada del 1970 i en la dècada del 1980. Fins i tot després de la introducció de la calculadora electrònica per a altres propòsits, les Curta van ser usades en ral·lis de temps-velocitat-distància (TSD) per l'ajuda en el còmput de temps als punts de comprovació, distàncies fora de curs, etc. Els competidors que usaven aquestes calculadores eren anomenats sovint "Curta-crankers" pels que estaven limitats a paper i llapis, o els que usaven computadores lligades a les rodes de l'automòbil.

## Curta en la ficció
El Curta té un paper en la novel·la Pattern Recognition de William Gibson, (2003) com una peça interessant de maquinària informàtica històrica, així com un element "quid pro quo" crucial. El llibre va ser editat en castellà amb el títol "Mundo espejo".
El 2016, Marcus Wu va dissenyar una Curta que es podria produir amb una impressora 3D. Les toleràncies fines de la Curta estan més enllà de la capacitat de la tecnologia d'impressora actual per fer-la a escala, de manera que la Curta impresa té la mida d'una llauna de cafè i pesa unes tres lliures.